# Rhianna Parris-Smith
Rhianna Parris-Smith (10 de julio de 2002) es una deportista británica que compite en ciclismo en la modalidad de pista. Ganó una medalla de plata en el Campeonato Europeo de Ciclismo en Pista de 2025, en la prueba de velocidad por equipos.

## Medallero internacional
| Campeonato Europeo | Campeonato Europeo       | Campeonato Europeo | Campeonato Europeo    |
| Año                | Lugar                    | Medalla            | Competición           |
| ------------------ | ------------------------ | ------------------ | --------------------- |
| 2025               | Heusden-Zolder (Bélgica) | Medalla de plata   | Velocidad por equipos |